# South Carolina Equal Rights Association
South Carolina Equal Rights Association (SCERA)  var en organisation för kvinnors lika rättigheter i delstaten South Carolina i USA, aktiv mellan 1890 och 1906.   Det var delstatens lokalförening för den nationella rösträttsföreningen National American Woman Suffrage Association (NAWSA).
Frågan lyftes först under rekonstruktionen, då den svarta republikanen William Whipper under 1868 State Constitutional Convention föreslog att könsdefinitionen av en väljare som män skulle avlägsnas, vilket i praktiken skulle göra även kvinnor berättigade till att rösta. Reformen misslyckades 1868, ännu en gång året därpå, och slutligen 13 mars 1872, innan kampanjen upphörde. En kvinnokonferens hade hållits i Colombia 1870 för att stödja den föreslagna reformen, men  kom aldrig riktigt igång.
SCERA bildades år 1890 av nykterhetsaktivisten Virginia Durant Young. SCERA var betydligt mer radikal och aktiv än dess mer diskreta motsvarighet i grannstaten Georgia, Georgia Woman Suffrage Association, och drog till sig stor offentlig uppmärksamhet med sin agitation och deltagande i offentlig debatt. Genom Virginia Durant Youngs manliga allierade i delstatsparlamentet lades ett rösträttsförslag fram och röstades ned. SCERA hade viss framgång genom en lyckad kampanj som engagerade vita utbildade yrkeskvinnor. South Carolina var en djupt konservativ delstat, och SCERA försökte därför vinna stöd genom att utnyttja rasismen och hävda att rösträtt åt vita kvinnor kunde medverka till att färgade väljare oavsett kön kunde hållas tillbaka mer effektivt. Denna rasistiska taktik kunde dock inte besegra delstatens konservatism, som hävdade att jämlikhet mellan könen var emot bibeln. 
SCERA:s verksamhet byggde starkt på dess ordförande Virginia Durant Young, och när hon avled 1906 upplöstes all organiserad rösträttsrörelse i delstaten för flera år, fram till att South Carolina Equal Suffrage League (SCESL) bildades 1914. Inte heller den fick någon framgång, men kvinnlig rösträtt genomfördes 1920 på nationell nivå och därmed även i South Carolina.